# موسیقی (فیلم ۲۰۲۱)
موسیقی (به انگلیسی: Music) یک فیلم موزیکال آمریکایی به کارگردانی سیا است. کیت هادسن و مدی زیگلر از بازیگران این فیلم می‌باشند. در این فیلم چند آهنگ سیا را با صدای بازیگران این فیلم می‌توان شنید. این فیلم نامزد جایزه گلدن گلوب بهترین فیلم موزیکال یا کمدی در هفتاد و هشتمین مراسم گلدن گلوب شد. این فیلم رکورد بیشترین جایزه تمشک طلایی سال ۲۰۲۱ را دارد. سیا جایزه بدترین کارگردانی سال، کیت هادسن جایزه بدترین بازیگر نقش اصلی و مدی زیگلر جایزه بدترین بازیگر نقش مکمل را به خود اختصاص دادند.